# Саксаганская волость
Саксаганская волость — административно-территориальная единица Верхнеднепровского уезда Екатеринославской губернии.
По состоянию на 1886 год состояла из 1-го поселения, 1-й сельской общины. Население 4603 человека (2415 мужского пола и 2188 женского), 865 дворовых хозяйств.
|                        | Площадь, десятин | В том числе пахотной, десятин |
| ---------------------- | ---------------- | ----------------------------- |
| Сельских общин         | 13 019           | 8709                          |
| Казенной собственности | 2201             | 630                           |
| Другой собственности   | 120              | 80                            |
| Всего                  | 15 340           | 9419                          |

Единственное поселение волости:
- Саксагань — село при реке Саксагань в 50 верстах от уездного города, 4603 человека, 865 дворов, православная церковь, еврейский молитвенный дом, больница, 2 школы, железнодорожная станция, почтовое отделение, аптека, арестантский дом, 12 лавок, 3 постоялых двора, 2 водочных склада, 5 ярмарок в год, базары по воскресеньям и пятницам.